# هو بيرونغ
هو بيرونغ (بالصينية: 何佩蓉) هي رائدة أعمال معلمة صينية، وشخصية اجتماعية في هونغ كونغ، ومؤسسة معهد ساريتا، وهي مدرسة للآداب والسلوك في بكين تأسست عام 2013. وهي خبيرة الآداب في سلسلة نيتفليكس"اهتم بأخلاقك" عام 2022. وصفتها صحيفة نيويورك تايمز بأنها تمثل "الأثرياء" الجدد في الصين.

## نشأتها
ولدت هو بيرونغ في هونغ كونغ في ديسمبر 1985. كسب والدها عيشه كرجل أعمال في بناء المستشفيات ليتم التبرع بها للحكومة، بينما كانت والدتها مديرة تنفيذية في صناعة الموسيقى. توفيت والدتها عام 2007 عندما كان عمر هو بيرونغ في 21 عامًا. التحقت هو بمدرسة بيك والمدرسة الألمانية السويسرية الدولية، ثم التحقت بأكاديمية فيليبس إكستر في نيوهامبشاير. درست الأدب الإنجليزي في جامعة جورج تاون، حيث جلست في مجلس الكلية، وحصلت على ماجستير إدارة الأعمال من كلية هارفارد للأعمال.

## مسيرتها العملية
بدأت حياتها المهنية كمحللة لعمليات الاندماج والاستحواذ في بنوك الاستثمار في نيويورك، لدى شركة شركاء بيريلا واينبرغ. بعد تخرجها من معهد فيلا بييرفو السويسري للآداب والسلوك، انتقلت هو إلى بكين عام 2013 لتأسيس معهد ساريتا، وهذه أول مدرسة راقية لآداب السلوك، والتي أسستها من خلال مساهمة رأس المال من والدها من 3200 دولار إلى 16000 دولار. في عام 2013، تم إختيار اسمها في قائمة فوربس 2013 ضمن "نساء المستقبل في المزيج الآسيوي: 12 امرأة تستحق المشاهدة"، وفي عام 2015 تم إدراجها ضمن قائمة "فوربس 30 تحت 30 عاماً" وضمن قائمة بي بي سي 100 امرأة، كما تم تصنيف معهد ساريتا كواحد من "أكثر 50 شركة ابتكارًا في العالم" من قبل مجلة شركة سريعة في عام 2014. افتتح هو مدرسة ثانية في شنغهاي عام 2015.